# Sulfonmethan
Sulfonmethane (Sulfonomethane, Sulfonal, Acetone diethyl sulfone) là một hợp chất hóa học được tổng hợp lần đầu tiên bởi Eugen Baumann vào năm 1888 và được giới thiệu như một loại thuốc thôi miên của Alfred Kast sau đó, nhưng bây giờ được thay thế bởi các thuốc an thần mới hơn và an toàn hơn. Sự xuất hiện của nó là ở dạng tinh thể không màu hoặc dạng bột. Tại Hoa Kỳ, nó được lên kế hoạch là một loại thuốc lịch III trong Đạo luật về chất được kiểm soát.

## Tác dụng
Nó tạo ra giấc ngủ kéo dài trong chứng mất ngủ thần kinh chức năng, và cũng hữu ích trong chứng mất trí, được cung cấp với chất nhầy của cây keo hoặc trong chất lỏng nóng, do không tan được hoặc trong viên nang lớn. Sức mạnh thôi miên của nó không bằng với chloral, nhưng vì nó không phải là chất gây ức chế cho tim hoặc hô hấp nên nó có thể được sử dụng khi morphine hoặc chloral được chỉ định. Tuy nhiên, nó rất không chắc chắn trong hành động của nó, thường không tạo ra giấc ngủ khi đi ngủ, nhưng gây buồn ngủ và ngủ vào ngày hôm sau. Buồn ngủ vào ngày hôm sau sau một liều thuốc có thể tránh được bằng thuốc nhuận tràng nước muối vào buổi sáng sau khi dùng thuốc. Việc sử dụng nó liên tục trong hơn một vài ngày tại một thời điểm là không khôn ngoan, vì nó có xu hướng tạo ra thói quen sulfonal, được chú ý bởi các tác dụng độc hại rõ rệt, rối loạn tiêu hóa, ham chơi, dáng đi đáng kinh ngạc và thậm chí tê liệt các chi dưới. Những ảnh hưởng này đi kèm với sự phun trào da và nước tiểu có màu đỏ sẫm (hematoporphin niệu). Sulfonal được tích lũy trong các hiệu ứng của nó. Nhiều trường hợp ngộ độc sulfonal gây tử vong được ghi nhận, cả từ ngộ độc mãn tính và từ một liều lớn duy nhất.

## Hóa học
Sulfonal được điều chế bằng cách cô đặc acetone với ethyl mercaptan với sự hiện diện của axit hydrochloric, mercaptol (CH 3) 2 C (SC 2 H 5) 2 được tạo thành sau đó bị oxy hóa bởi kali permanganat. Nó cũng được hình thành do tác dụng của bồ tạt cồn và iodomethan trên ethylidene diethyl sulfine, CH 3 CH (SO 2 C 2 H 5) 2 (được hình thành do quá trình oxy hóa dithioacet với kali permanganat). Nó kết tinh trong lăng trụ nóng chảy ở 125 C, thực tế không tan trong nước lạnh, nhưng hòa tan trong 15 phần nóng và cả trong rượu và ether.